# Berthold Benecke

Berthold Adolph Benecke, född 27 februari 1843 i Elbing, död 27 februari 1886 i Königsberg, var en tysk iktyolog.
Benecke blev 1877 extra ordinarie professor i topografisk anatomi vid Königsbergs universitet. Han var från 1885 medlem av kommissionen för utforskande av de Tyskland berörande haven och verkade med kraft för fiskodling och fiskerinäringens höjande i hemlandet.